# Štorje
Štorje je naselje v Občini Sežana.
V naselju stoji neoklasicistična cerkev sv. Janeza Krstnika iz leta 1852.